# 内方町
内方町（うちかたちょう）は、愛知県名古屋市瑞穂区の地名。現行行政地名は内方町1丁目及び内方町2丁目。住居表示未実施地域。

## 地理
名古屋市瑞穂区南部に位置する。東は豊岡通、西は瑞穂通、南は石田町、北は豊岡通に接する。

## 歴史

### 地名の由来
瑞穂町の旧字内方による。瑞穂通周辺から以西を外、以東を内を呼んでいたことに由来するという。

### 沿革
- 1945年（昭和20年）9月26日 - 瑞穂区瑞穂町字内方・大畔・甲山・横手・北石田・南石田・山田の各一部により、同区内方町として成立[1]。

## 世帯数と人口
2019年（平成31年）3月1日現在の世帯数と人口は以下の通りである。
| 町丁   | 世帯数  | 人口  |
| ------ | ------- | ----- |
| 内方町 | 394世帯 | 929人 |

### 人口の変遷
国勢調査による人口の推移
| 1950年（昭和25年） | 469人   | [ 9 ]  |  |
| 1955年（昭和30年） | 568人   | [ 9 ]  |  |
| 1960年（昭和35年） | 918人   | [ 10 ] |  |
| 1965年（昭和40年） | 1,048人 | [ 10 ] |  |
| 1970年（昭和45年） | 1,002人 | [ 11 ] |  |
| 1975年（昭和50年） | 864人   | [ 11 ] |  |
| 1980年（昭和55年） | 699人   | [ 12 ] |  |
| 1985年（昭和60年） | 594人   | [ 12 ] |  |
| 1990年（平成2年）  | 503人   | [ 13 ] |  |
| 1995年（平成7年）  | 468人   | [ 14 ] |  |
| 2000年（平成12年） | 541人   | [ 15 ] |  |
| 2005年（平成17年） | 556人   | [ 16 ] |  |
| 2010年（平成22年） | 586人   | [ 17 ] |  |

## 学区
市立小・中学校に通う場合、学校等は以下の通りとなる。また、公立高等学校に通う場合の学区は以下の通りとなる。
| 番・番地等 | 小学校               | 中学校               | 高等学校 |
| ---------- | -------------------- | -------------------- | -------- |
| 全域       | 名古屋市立豊岡小学校 | 名古屋市立萩山中学校 | 尾張学区 |

## 施設
- 明治乳業名古屋工場[7]
- 豊岡保育園
- 天理教明弘分教会
- トーエネック瑞穂寮

## その他

### 日本郵便
- 郵便番号 : 467-0068[4]（集配局：瑞穂郵便局[20]）。